# République socialiste soviétique autonome d'Ossétie du Nord
1936–1991
Entités précédentes :
- Oblast autonome d'Ossétie du Nord (RSFSR)

Entités suivantes :
- République d’Ossétie du Nord-Alanie (fédération de Russie)

La république socialiste soviétique autonome d'Ossétie du Nord est l'une des républiques socialistes soviétiques autonomes, créée au sein de la république socialiste fédérative soviétique de Russie en 1936. 
En 1991, lorsque l'Union soviétique est dissoute, la RSSA d'Ossétie du Nord devient la république d’Ossétie du Nord-Alanie, sujet de la fédération de Russie.